# Göran Kropp
Göran Kropp (Eskilstuna, 11 dicembre 1966 – Vantage, 30 settembre 2002) è stato un alpinista svedese famoso per aver scalato il monte Everest nel 1996 dopo un avventuroso avvicinamento dalla Svezia al Nepal su una speciale bicicletta, senza scorta d'ossigeno né guida da parte di uno sherpa.

## Biografia
Nel 1972, all'età di 6 anni, il padre Gerhard lo portò con sé sulla cima del Galdhøpiggen in Norvegia, la più alta vetta della Scandinavia.
Dopo alcuni anni nei paracadutisti dell'esercito svedese si dedicò a tempo pieno all'alpinismo. Nel 1993 fu il primo scandinavo a scalare il K2, la seconda montagna più alta del mondo, senza l'ausilio di bombole d'ossigeno.

### Ascesa all'Everest
Nel 1996 Kropp raggiunse in bicicletta da Jönköping il campo base ai piedi del monte Everest. Effettuò un primo tentativo di scalata che interruppe nel timore di non riuscire a rientrare al campo base. L'11 maggio, mentre Kropp si riposava dopo il tentativo di scalata, avvenne il cosiddetto disastro dell'Everest, in cui 8 alpinisti perirono in tentativi di discesa dalla cima. Tre settimane dopo, il 23 maggio, Kropp ritentò la salita, questa volta con successo e senza l'ausilio delle bombole d'ossigeno. Ritornò quindi in Svezia in bicicletta. Ritornò sull'Everest nel 1999 con la fidanzata Renata Chlumska, oltre a raggiungere la cima per la seconda volta operò anche una pulizia della montagna, rimuovendo bombole di ossigeno vuote.

### Controversie
Nei primi anni 2000 Kropp e il compatriota Ola Skinnarmo tentarono di attraversare a sci senza supporti esterni il Polo nord. Durante la spedizione Kropp sparò ad un orso polare che aveva inseguito i due uomini. Il fatto fu aspramente criticato dalla stampa svedese; in particolare lo scrittore Jan Guillou accusò Kropp di essere un ipocrita, dato che questi aveva spesso posto l'accento sull'impatto ambientale delle grandi spedizioni, ma che in realtà l'avventuriero era un bracconiere che uccide per fini promozionali. Göran Kropp querelò Guillou per diffamazione, ma perse la causa e si trasferì quindi negli Stati Uniti, nei dintorni di Seattle.

### Morte
Il 30 settembre 2002 Kropp morì per le ferite riportate in una caduta da circa 20 metri d'altezza mentre saliva lungo la via Air Guitar del Sunshine Wall, a Vantage, nello stato di Washington. Mentre veniva assicurato dall'alpinista di Seattle Erden Eruç, una protezione uscì da una fessura causando la rottura del moschettone della protezione successiva.